# Trichhoplomelas
Trichhoplomelas es un género de escarabajos longicornios de la tribu Acanthocinini.

## Especies
- Trichhoplomelas flavomarmoratus Breuning, 1966
- Trichhoplomelas rufulus Breuning, 1971
- Trichhoplomelas rufus Breuning, 1971
- Trichhoplomelas semirugosus Breuning, 1957